# Bořita II. z Martinic
Bořita II. z Martinic a na Smečně (asi 1420 asi tvrz Smečno – 1479 hrad Smečno) byl český šlechtic, rytíř, diplomat, válečník a státní úředník ze středočeského rodu Martiniců. Působil na dvoře českých králů Ladislava Pohrobka a Jiřího z Poděbrad, v letech 1453–1461 vykonával funkci dvorského maršálka Českého království. Byl účastníkem diplomatické cesty vyslané Ladislavem Pohrobkem do Francie a poté mírového poselstva krále Jiřího do západní Evropy v letech 1465–1467.

## Životopis

### Mládí
Pocházel z českého šlechtického rodu Martiniců. Byl synem Markvarta z Martinic († po 1448) , který roku 1416 získal do držení tvrz Smečno nedaleko Kladna, a jeho manželky Markéty z Újezdce. Na Smečně se Bořita patrně také narodil. Rod v době pohusitského interregna podporoval Ladislava Pohrobka a posléze českým sněmem zvoleného českého krále Jiřího z Poděbrad, roku 1453 se stal dvorským maršálkem Českého království za vlády Ladislava Pohrobka, později pak Jiřího z Poděbrad. Roku 1454 absolvoval diplomatickou misi do Francie. Okolo roku 1460 byla dokončena jím iniciovaná přestavba rodové tvrze na pozdně gotický hrad. Roku 1461 úřad maršálka opustil, v letech 1463 až 1465 pak působil jako hofmistr manželky Jiřího, královny Johany z Rožmitálu.

### Poselstvo Jaroslava Lva z Rožmitálu

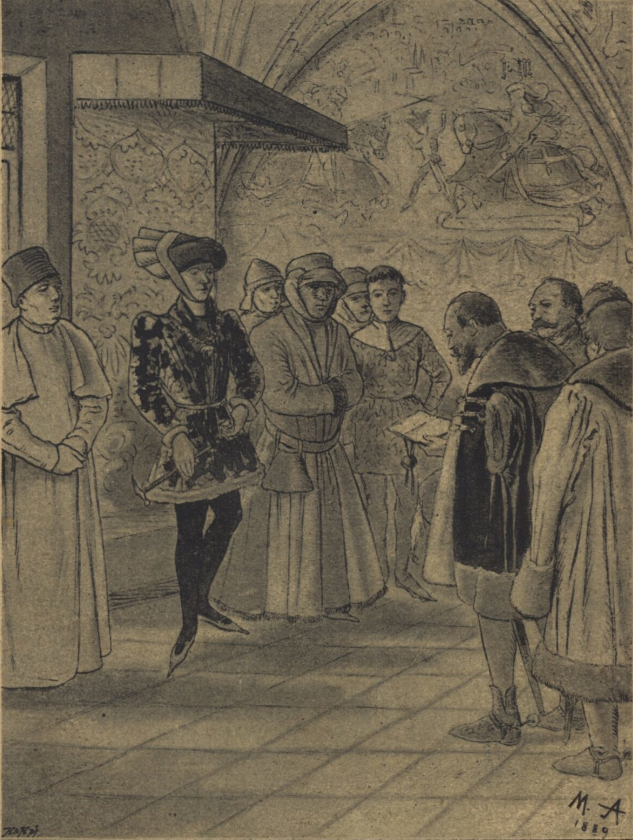
Mikoláš Aleš: Čechové u Filipa Dobrého (A. Jirásek: Z Čech až na konec světa, 1890)

Roku 1465 se zúčastnil diplomatické cesty vedené Jaroslavem Lvem z Rožmitálu, královým švagrem, do zemí západní Evropy. Poselstvo vyjelo z Prahy dne 26. listopadu 1465 a sestávalo ze 40 českých pánů a rytířů. Mezi nimi byli např. Jan II. Žehrovský z Kolovrat, Frondar či Burian ze Švamberka. V lednu 1466 výprava pobyla v Kolíně nad Rýnem. Poselstvo poté v Bruselu navštívilo burgundského vévodu Filipa III, kde spolu s Jaroslavem Lvem z Rožmitálu a Janem Žehrovským jako jedni z prvních Čechů obdrželi Řád zlatého rouna.

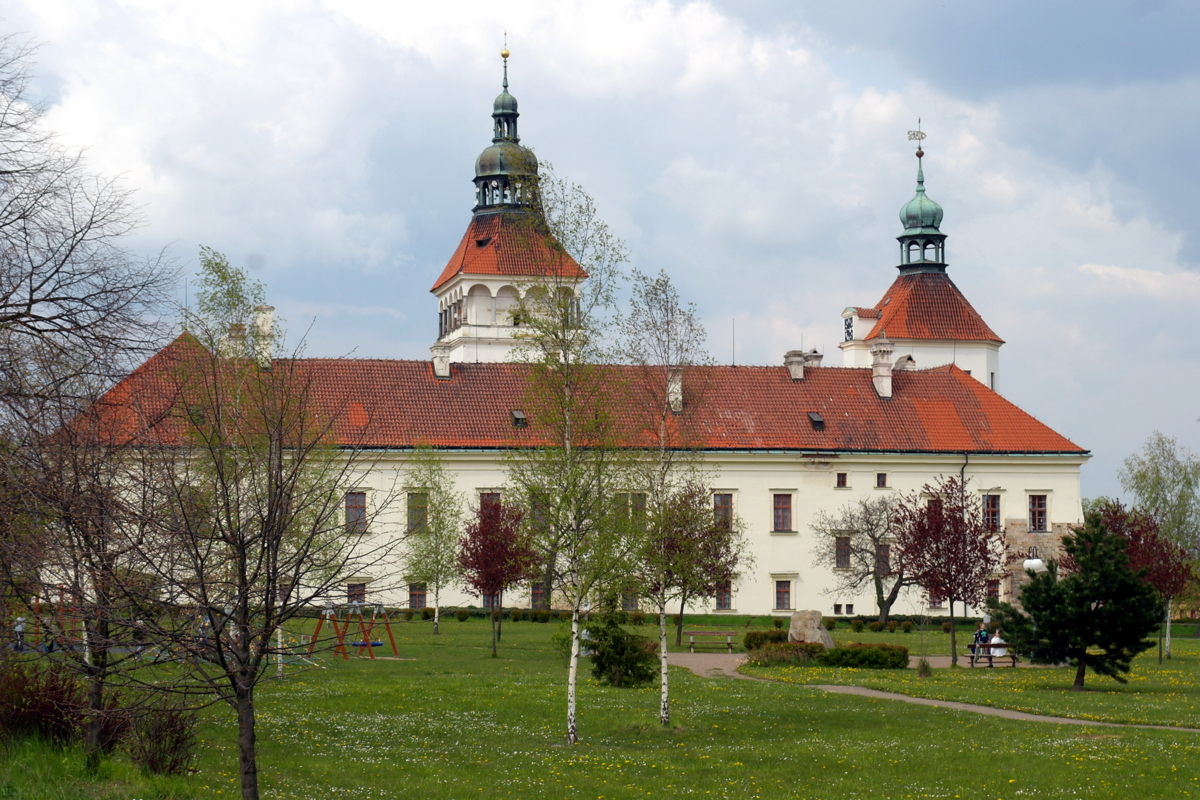
Zámek Smečno, vzniklý přestavbou z pozdně gotického hradu

Poté navštívili v Londýně krále Eduarda IV., ve Francii Ludvíka XI., v Kastilii Jindřicha IV. a aragonského krále Jana II., v Portugalsku Alfonse V., v Itálii milánského vévodu Galleazza Maria Sforzu, benátského dóžete Cristofora Mora a ve Štýrském Hradci císaře Fridricha III. Poselstvo na své rok a půl trvající cestě doputovalo též do Santiago de Compostela a také do vesnice Finisterre, tedy tehdejší domnělý konec světa. Cestu podrobně ve svém deníku popsal člen družiny, Václav Šašek z Bířkova. Návrat poselstva zpět do Čech v roce 1467 byl poznamenán druhou husitskou válkou (1467–1471), kdy se Jednota Zelenohorská postavila proti králi Jiřímu a jeho stoupencům.

### V Kolíně
Po návratu pak působil jako komorní sudí, posléze pak jako purkrabí hradu Most (Hněvín) v severních Čechách. Po smrti krále Jiřího roku 1471 byl věrný královně-vdově Johaně z Rožmitálu.

### Úmrtí
Bořita II. zemřel roku 1479 na hradě Smečno, patrně ve věku okolo 60 let. Pohřben byl v sakristii děkanského chrámu Nejsvětější Trojice ve Smečně. Jeho hrob zdobí tesaný gotický náhrobek s latinským nápisem.

### V umění
Bořita II. z Martinic figuruje jako jedna z postav díla Aloise Jiráska Z Čech až na konec světa, která je upraveným přepisem díla Václava Šaška z Bířkova.

### Rodina
Se svou manželkou Annou Dražickou z Kunvaldu počali několik dětí, včetně synů Markvarta, Viléma a Jana († 1483). Křestní jméno Bořita pak Martinicové ze Smečna začali užívat jako součást rodového příjmení. Jeho vnuk Hynek Bořita z Martinic posléze zastával úřad nejvyššího zemského sudího.